# 목욕탕

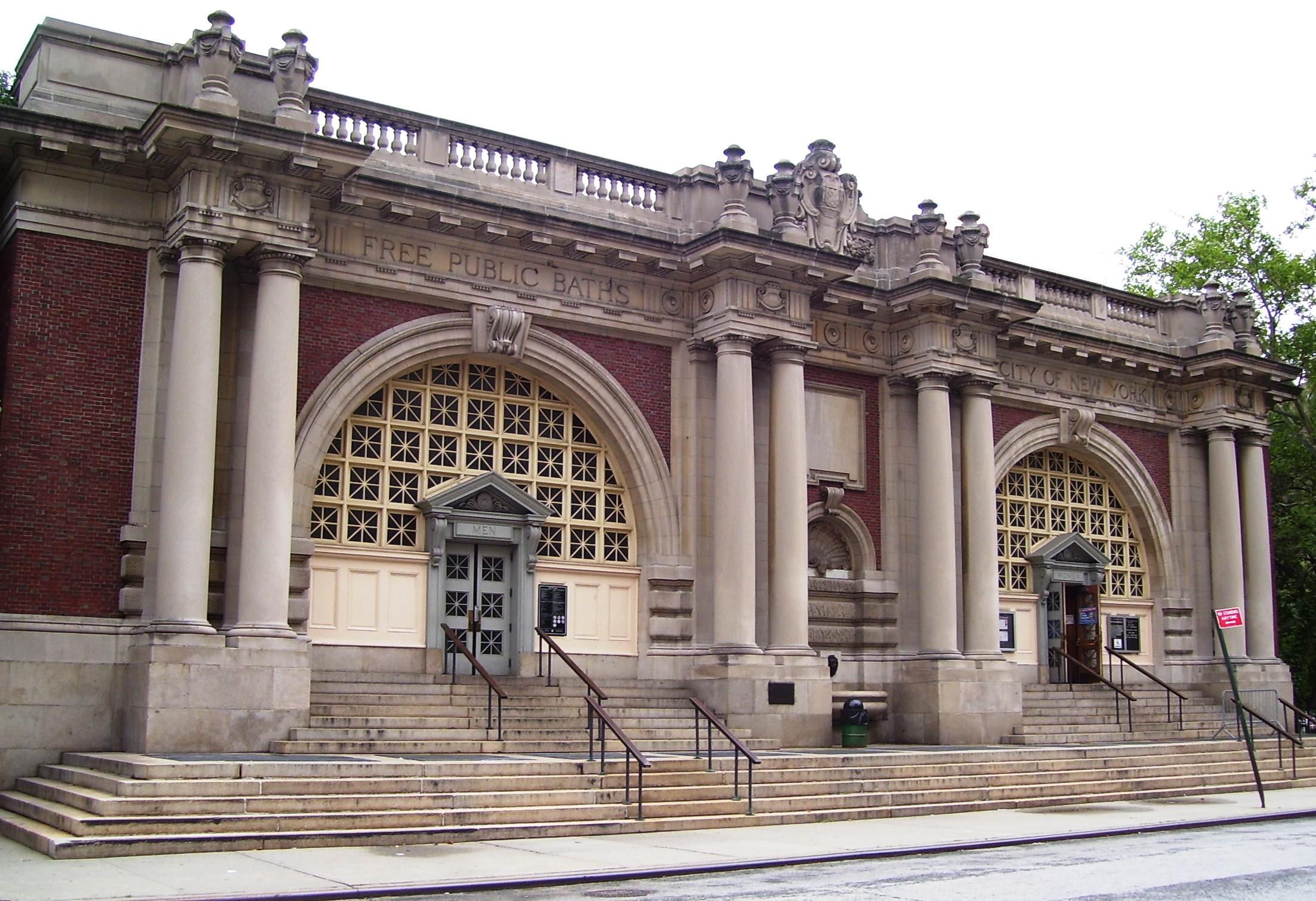
뉴욕 맨해튼의 애서 레비 공중목욕탕(1904-1906, 1989-1990 복원)

목욕탕(沐浴湯)은 목욕을 할 수 있게 마련해 놓은 시설을 말한다. 영업시설은 대중목욕탕, 공동 목욕시설은 공중목욕탕이라 부르며, 목욕만을 위한 작은 방은 목욕실 또는 욕실이라 부른다.
대한민국에서는 목욕탕 영업을 목욕업으로 분류한다.

## 고대 로마의 목욕탕
잘 알려져 있듯이 로마에서는 수도시설을 통해 먼 곳에서 물을 끌어올 수 있는 기술을 갖고 있어서 목욕탕이 번성할 수 있었다. 로마 제국에서 목욕탕은 로마시민의 여가시설로 쓰였다. 실례로 칼리굴라 황제의 경우 수백 명이 들어갈 수 있는 거대한 목욕탕을 지어, 로마 시민은 대형 목욕탕에서 저렴한 가격에 목욕을 할 수 있었으며, 책방이나 운동시설, 식당 등도 제공되었다. 이러한 목욕의 인기는 중세 유럽에도 전해져서 오스트리아 빈의 경우 공중목욕탕이 100여 개나 되었다.

## 대한민국의 목욕탕
일본의 영향으로 1924년에 평양에 첫 공중목욕탕 겸 대중목욕탕 영업이 시작된 것이 첫 근대적 목욕탕으로 알려져 있다. 초기에는 일본인 손님이 많고, 한국인 손님은 많지 않았지만, 지금은 때밀이라는 특유 직업과 목욕업을 겸하는 찜질방이 있을 정도로 한국의 목욕 문화는 크게 발전했다. 대표적인 서민 문화로, 1990년대까지 목욕탕의 전성기를 구가했으나, 생활 수준의 향상으로 인한 개인 샤워실의 보급과 찜질방 등 대형화로 전통적인 목욕탕이 쇠퇴해 가고 있다. 목욕탕 안에는 사우나 시설이 있는 것이 보통이며, 탕도 온탕, 냉탕, 쑥탕 등 다양하다.
대한민국의 대중목욕탕은 대부분 7세 이하의 아동을 대상으로 소인 요금을 적용한다.
[https://www.chosun.com/resizer/v2/HSQIMEFOPJHVLBUDWD3JWLWEOU.jpg?auth=340c996c0d5d17b1929f3a44518ea95425bd40c1914c68d7d8b033ff0cefa963&width=616]

### 소지품 분실시 영업주의 책임
대중목욕탕에서 옷장의 시정장치를 완벽하게 갖추지 못하였고 종업원들이 옷장 감시업무를 철저히 하지 아니하여 욕객의 소지품분실사고가 발생하였다면 영업주는 종업원들의 사용자로서 욕객이 입은 제반손해를 배상할 책임이 있다.

## 같이 보기
- 사우나
- 스파
- 온천
- 찜질방
- 하맘